# Blaireau (rasage)
Pour les articles homonymes, voir Blaireau (homonymie).

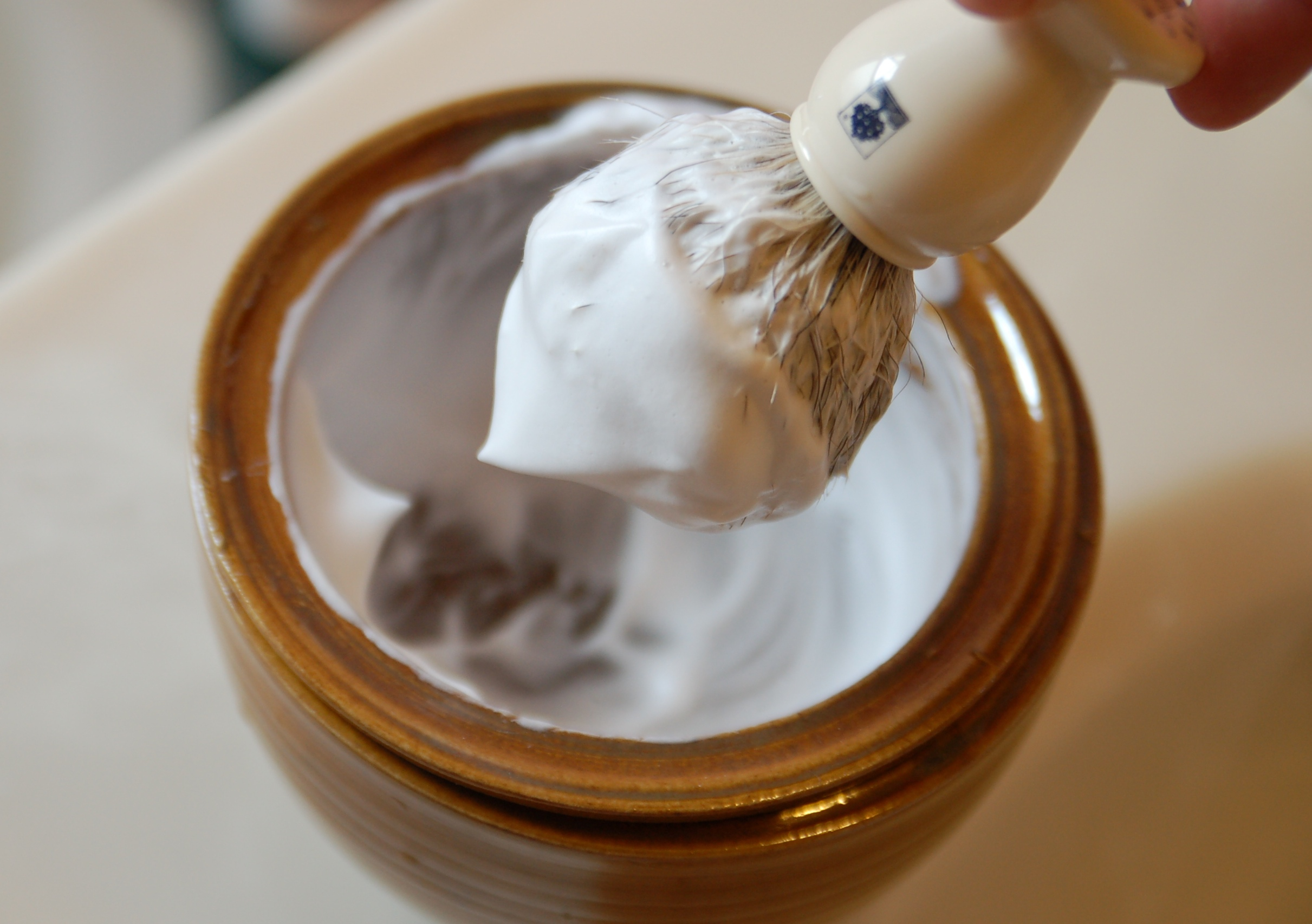
Un blaireau.

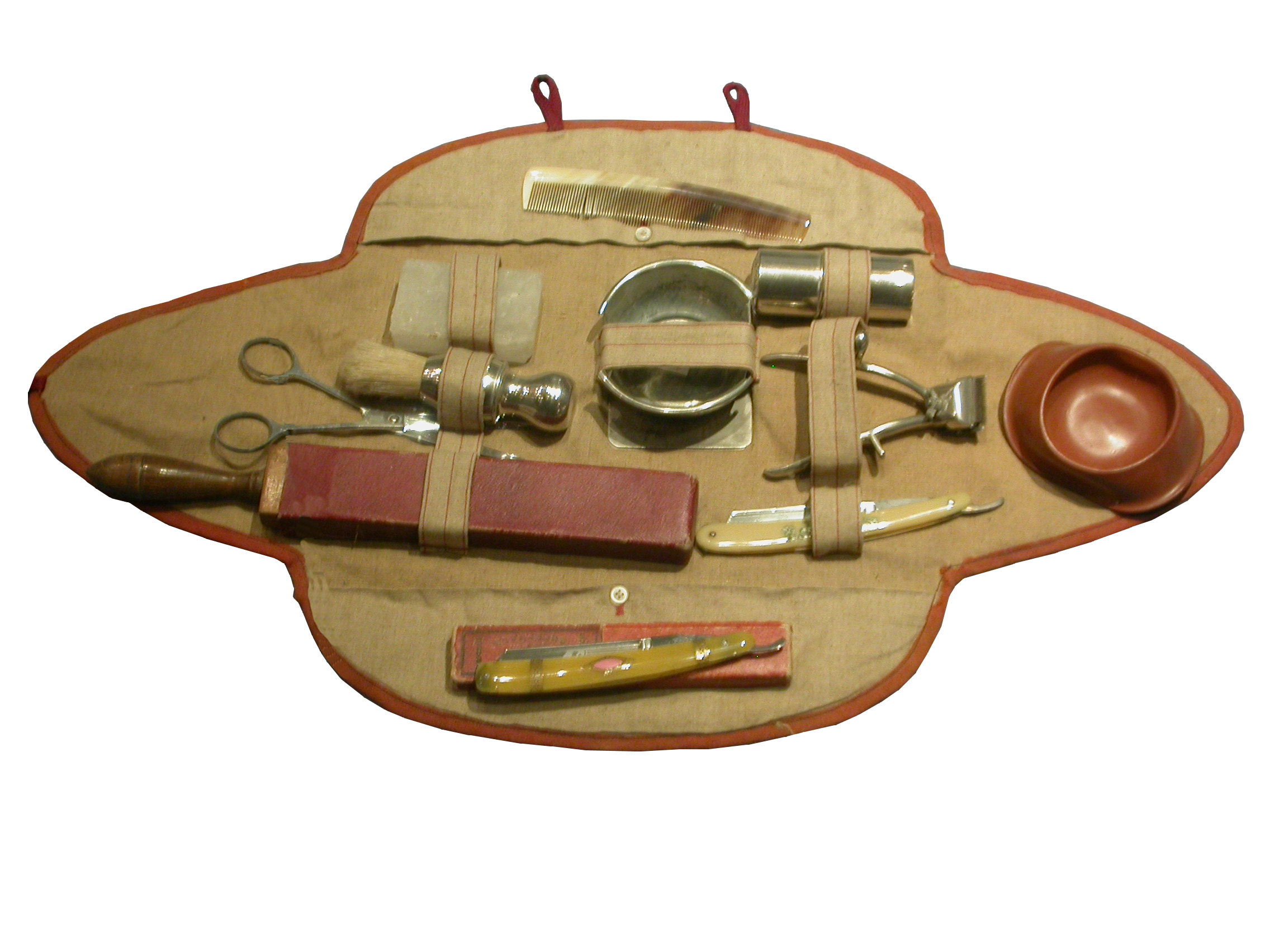
Nécessaire de toilette de la Première Guerre mondiale.

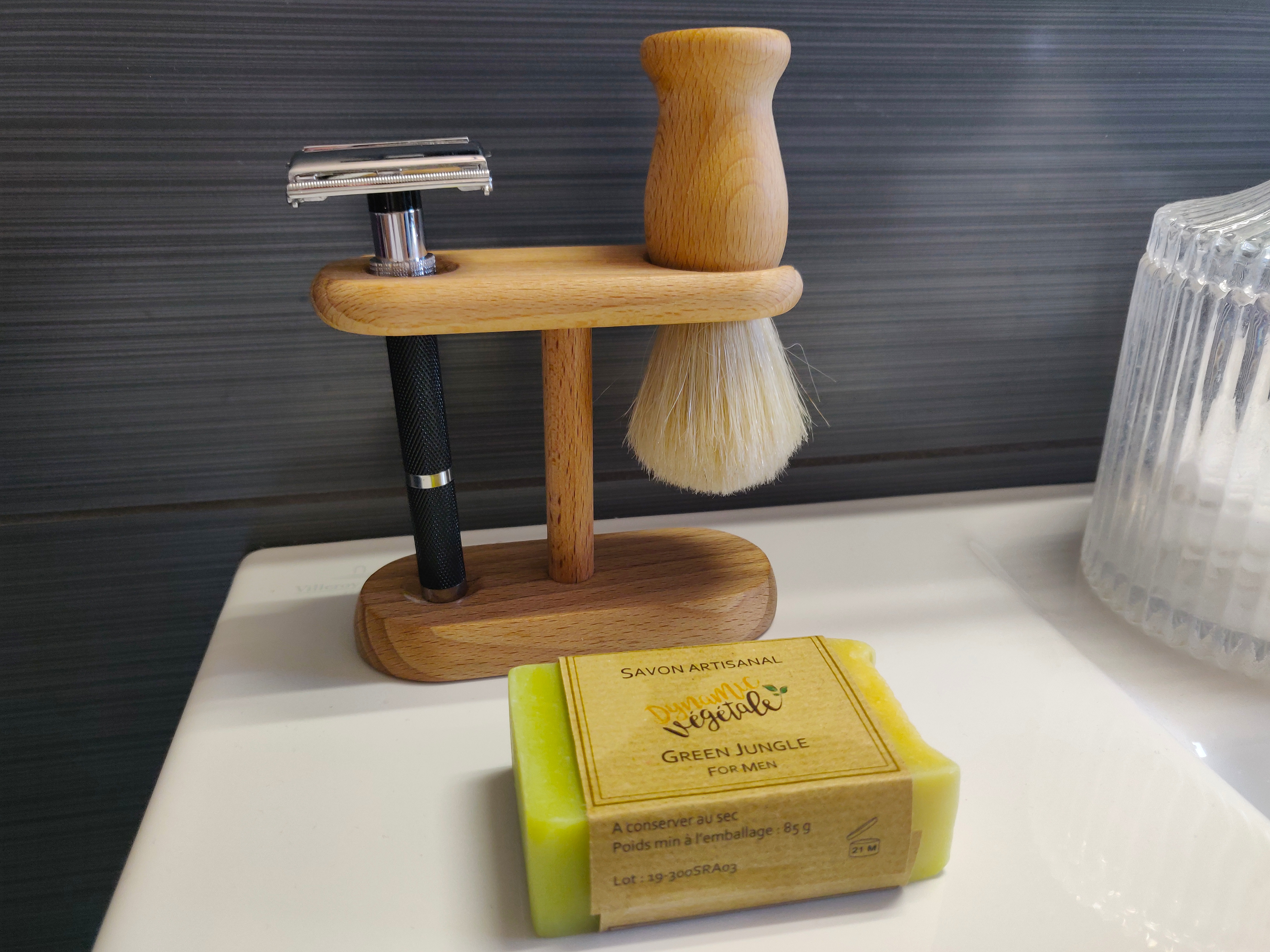
Kit de rasage comprenant un blaireau.

Le blaireau est une brosse utilisée pour appliquer du savon à barbe sur un visage avant de le raser. Traditionnellement fabriqué en poils de blaireau, il existe aussi en soies de sanglier, en crin de cheval ou encore en poils synthétiques. 
Bien qu'il soit moins utilisé depuis la généralisation de la mousse à raser, le blaireau connaît un regain d'intérêt. 
Utilisé sur un savon à barbe ou avec une crème à raser, le blaireau permet de créer une mousse épaisse qui protège la peau et assouplit les poils de la barbe au moment du rasage. La mousse est créée en mouillant le blaireau puis en frottant le savon par un mouvement de rotation de la brosse, dans un bol à raser ou directement sur le visage.

## Histoire

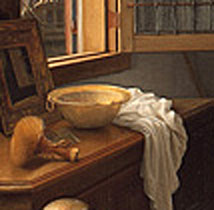
Un détail du tableau Un chirurgien barbier soigne le pied d'un paysan (1649-1650). Selon le site web du Peabody Essex Museum, il s'agit d'outils de barbier.

Le blaireau désigne traditionnellement une brosse à raser faite avec les poils de l'animal. On appelle aussi blaireau un pinceau de peinture ou dorure fait avec du poil de blaireau, auquel on donne la forme d'une patte d'oie. Il sert à poser l'or en feuille et à imiter les veines des marbres. La date à laquelle le blaireau a été introduite dans le rasage est incertaine. Certains croient pouvoir identifier une brosse de rasage dans une peinture datée de 1649 ou 1650, mais toutes les sources disponibles indiquent clairement une apparition dans la seconde moitié du XVIIIe siècle. 
Ainsi, Allan Peterkin affirme que le blaireau a été inventé en France en 1748, tandis qu'un article publié en 1830 mentionne le fait qu'avant 1756, il était commun de créer la mousse en frottant avec la main et que c'est vers cette époque que les barbiers français auraient introduit l'usage de la brosse. 
La brosse n'était en tout cas pas généralisée en 1770, puisque le livre sur la pogonotomie de Jean-Jacques Perret, édité en 1770, parle toujours de savonner la barbe à la main ; mais elle semble être devenue commune au début du XIXe siècle, et Plisson, marque réputée de blaireaux et de savon à barbe, est créée en 1808. Il s’agit du plus ancien fabricant au monde, qui était le fournisseur officiel de l’empereur Napoléon Ier.

## Types de brosses selon le poil utilisé

### Blaireau
Souvent considérés comme la meilleure qualité de poils, les poils de blaireau ont comme caractéristique de très bien retenir l'eau et d'être considérés comme doux. Selon leur qualité, cette douceur du poil peut faire de la brosse en blaireau un outil idéal pour les crèmes à raser.
Les poils de blaireau utilisés proviennent généralement de Chine où le blaireau eurasien est plutôt considéré comme une vermine. 
Il existe plusieurs qualités de blaireau en poil de blaireau selon la provenance du poil de l'animal. Ces différentes qualités de poils sont réparties, par ordre croissant de prix, en pure badger, best badger et super badger (ou silvertip). 
Le pure badger désigne le poil qui couvre environ 60 % du corps de l'animal. C'est le poil le plus court et le plus épais, généralement foncé, il peut présenter toutes les nuances du clair au noir. Le best badger est un poil plus fin et plus long, généralement plus clair que le pure, qui couvre environ 25 % du corps de l'animal. Enfin le super badger, ou silvertip, est un poil long et souple, généralement bicolore (avec une bande plus sombre) et dont l'extrémité est naturellement blanche, qui couvre 15 % du corps de l'animal (sur le cou et la poitrine). 
Au delà de l'aspect esthétique, ces qualités se traduisent par un toucher de poil du plus dur (pure badger) au plus doux (silvertip). Un blaireau plus dur offrira une meilleure exfoliation et montera plus facilement une mousse avec un savon. À l'opposé un blaireau doux sera plus adapté avec une crème et moins agressif pour la peau.

### Sanglier
Considérée comme étant de qualité inférieure, surtout du point de vue de la capacité de rétention d'eau et donc de la capacité de créer une bonne mousse, la soie de sanglier est cependant appréciée par de nombreux utilisateurs, notamment en raison de sa fermeté qui permet un massage efficace lors de l'application de la mousse. Cette fermeté fait aussi que la brosse en soie de sanglier est parfois considérée comme particulièrement efficace avec les savons durs.
Les brosses en soie de sanglier sont, de manière générale, moins chères que celles en poils de blaireau[réf. souhaitée].
Le poil de sanglier est également un poil qui se rôde : à l'usage les pointes se séparent ce qui améliore la rétention d'eau du blaireau tout en adoucissant le toucher[réf. souhaitée].

### Cheval
Les brosses en crin de cheval sont très communes, notamment dans les pays musulmans, où elles sont la seule alternative crédible au blaireau, trop cher, et au sanglier, exclu. Elles étaient également très répandues en Occident jusqu'au début du XXe siècle, au point de faire partie du matériel distribué dans l'armée américaine par exemple, mais elles ont disparu à la suite d'incidents où ces brosses avaient inoculé l'anthrax à leurs utilisateurs .
Les brosses en crin de cheval sont rapprochées, du point de vue de leur qualité, des brosses en soie de sanglier, pour la fermeté du poil, tout en ayant une plus grande douceur . Elles sont dans la même gamme de prix.
Ces brosses sont particulièrement appréciées des végétariens ou des personnes qui rejettent le mode de production des autres poils, puisque l'usage du crin du cheval n'implique pas la mort de celui-ci.
Outre Vie-Long en Espagne, les brosses en crin de cheval sont produites notamment en Turquie.

### Synthétique
Un certain nombre de produits synthétiques ont également été créés. Ils sont souvent considérés comme de moins bonne qualité que les  véritables blaireaux[réf. souhaitée]. Pourtant, un certain nombre de maisons traditionnelles ont développé des brosses en poils synthétiques et d'importants progrès ont été faits, notamment pour offrir un produit de qualité capable de répondre aux soucis éthiques des utilisateurs[réf. nécessaire].